# Gustavia dubia
Gustavia dubia là một loài thực vật có hoa trong họ Lecythidaceae. Loài này được (Kunth) O.Berg mô tả khoa học đầu tiên năm 1856.